# Tamires Morena Lima
Pour les articles homonymes, voir Lima.

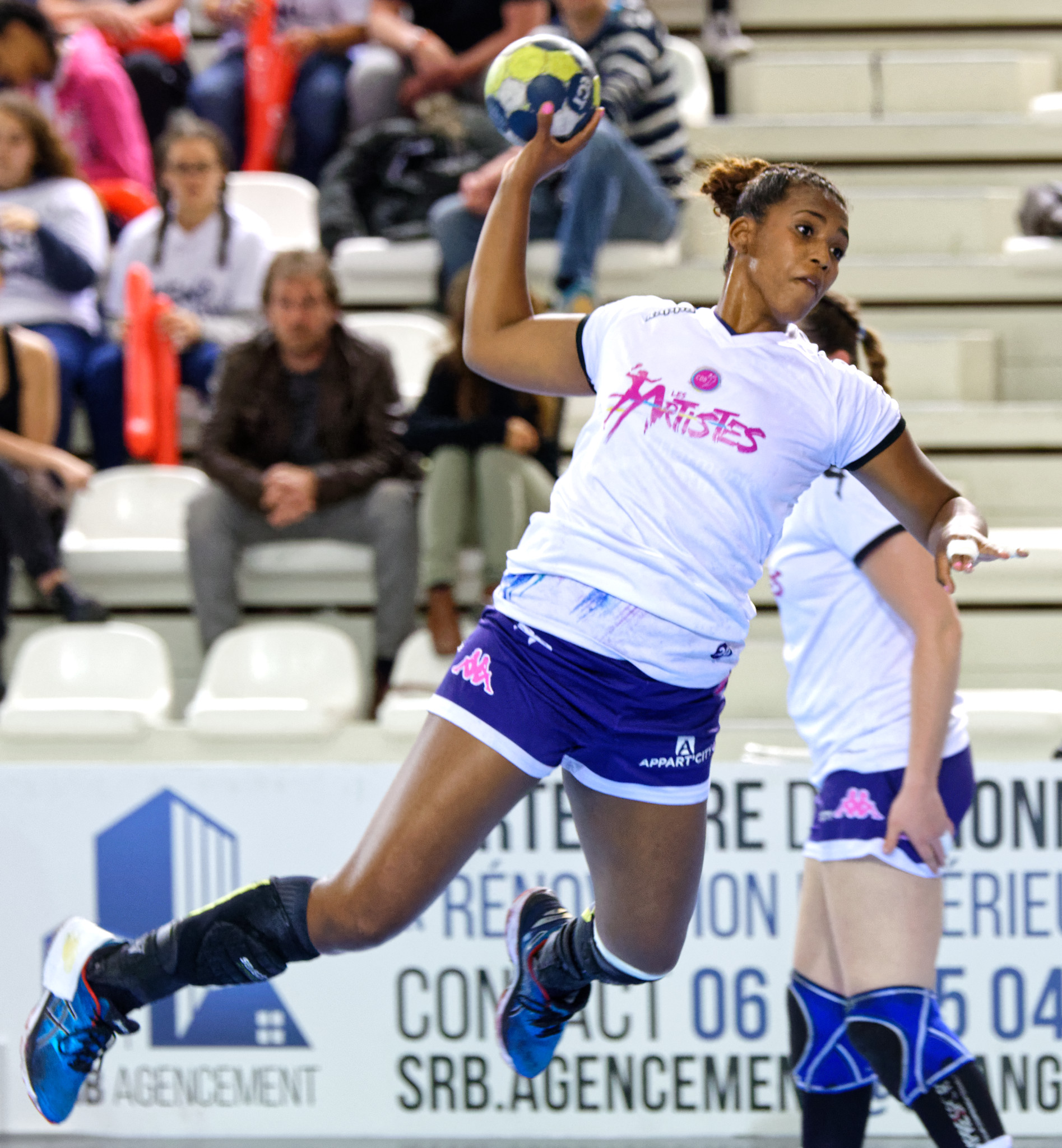
Rencontre de championnat entre Issy Paris Hand et Dijon.A Issy Les Moulineaux, le 22 avril 2017.

Tamires Morena Lima de Araújo est une handballeuse internationale brésilienne, née le 16 mai 1994 à Rio de Janeiro. Elle évolue au poste de pivot à CS Gloria Bistrița-Năsăud (handball)

## Biographie
Tamires est contactée par Győri ETO KC en décembre 2014, après la blessure au genou subie par sa compatriote Eduarda Amorim, qui l'éloigne des terrains pour le reste de la saison. Après un essai dans le club hongrois, elle signe un contrat de trois ans et demi avec Győri.
En 2016, elle signe un contrat de deux saisons en faveur du club français de Dijon.
Avec le Brésil, elle participe aux Jeux olympiques de Rio en 2016. Elle y joue six matchs pour trois buts inscrits.
Après une saison plutôt réussie en Bourgogne, elle rejoint le club norvégien de Larvik HK à compter de l'été 2017.